# Золоте місто. Таємничий дар
«Золоте місто. Таємничий дар» (англ. The Golden City)  — антиутопічний роман Джона Твелф Гокс. Третій роман із трилогії «Четверте Царство».
Вийшов українською мовою 2011 року у видавництві Книжковий клуб «Клуб сімейного дозвілля» в рамках проєкту «Світові бестселери — українською».

## Анотація книги

### Україна
Брати Майкл та Ґабріел — мандрівники світами. Майкл обрав шлях влади, він хоче стати богом і, щоб забезпечити покірність людей, викрадає дітей.

Ґабріел прагне зупинити брата, та сили його вичерпуються... Йому на допомогу приходять друзі і кохана.

Але ціна за порятунок людства може виявитися надто високою.

## Екранізація
23 березня 2012 року американський інтернет-журнал про новини кіно Deadline.com написав про те, що компанія Warner Bros придбала права на екранізацію трилогії «Четверте Царство».